# دربند لران
دربند لران (خمین)، روستایی از توابع بخش مرکزی شهرستان خمین در استان مرکزی ایران است.

## جمعیت
این روستا در دهستان رستاق قرار دارد و براساس سرشماری مرکز آمار ایران در سال ۱۳۸۵، جمعیت آن ۴۲۰ نفر (۱۲۳خانوار) بوده است. در سال جاری شورای اسلامی اقدام به برگزاری جلسه‌ای با حضور دربندی‌های مهاجرت کرده نمود و از آنها خواست در انجام پروژه‌های این روستا در زمینه فکری و مالی آنها را یاری دهند در این جلسه مقرر شد اعضاء مابقی پول خرید زمین حسینه را تأمین کنند اولین جلسه رسمی در ۱۴ خرداد با حضور فعال تر دربندی‌های عزیز برگزار خواهد شد. از مهم‌ترین اقدامهای انجام شده در ماه‌های اخیر آغاز بکار جاده ورودی روستا بوده است که این امر مرهون زحمات جناب سرهنگ حسنی فرماندهی محترم پلیس راهور استان مرکزی (دربندیست) و کمک دربندی‌های خیر و همکاری سازمان‌ها و نهادهای مرتبط است.